# Hidetoshi Miyuki
Hidetoshi Miyuki (三幸 秀稔 Miyuki Hidetoshi?), född 23 maj 1993 i Chiba prefektur, är en japansk fotbollsspelare.
Miyuki började sin karriär 2012 i Ventforet Kofu. 2014 flyttade han till SC Sagamihara. Efter SC Sagamihara spelade han för Renofa Yamaguchi FC. Han spelade 140 ligamatcher för klubben. 2020 flyttade han till Shonan Bellmare.